# Miami Open 2008 - Qualificazioni singolare maschile
Le qualificazioni del singolare maschile del Miami Open 2008 sono state un torneo di tennis preliminare per accedere alla fase finale della manifestazione. I vincitori dell'ultimo turno sono entrati di diritto nel tabellone principale. In caso di ritiro di uno o più giocatori aventi diritto a questi sono subentrati i lucky loser, ossia i giocatori che hanno perso nell'ultimo turno ma che avevano una classifica più alta rispetto agli altri partecipanti che avevano comunque perso nel turno finale.
Le qualificazioni del torneo Sony Ericsson Open  2008 prevedevano 48 partecipanti di cui 12 sono entrati nel tabellone principale.

## Teste di serie
1. Steve Darcis (primo turno)
2. Guillermo García López (ultimo turno)
3. Chris Guccione (ultimo turno)
4. Miša Zverev (primo turno)
5. Robin Haase (Qualificato)
6. Donald Young (ultimo turno)
7. Ivo Minář (Qualificato)
8. Pablo Cuevas (Qualificato)
9. Nicolás Lapentti (primo turno)
10. Assente
11. Nicolás Massú (primo turno)
12. Denis Gremelmayr (ultimo turno)

1. Sam Warburg (primo turno)
2. Bobby Reynolds (Qualificato)
3. Benjamin Becker (Qualificato)
4. Dušan Vemić (primo turno)
5. Alun Jones (primo turno)
6. Viktor Troicki (Qualificato)
7. Lu Yen-hsun (Qualificato)
8. Paul Capdeville (ultimo turno)
9. Ryan Sweeting (primo turno)
10. Igor' Kunicyn (Qualificato)
11. Kevin Anderson (Qualificato)
12. Wayne Odesnik (ultimo turno)

## Qualificati
1. Kevin Anderson
2. Benjamin Becker
3. Sam Warburg
4. Santiago Giraldo
5. Robin Haase
6. Bobby Reynolds

1. Ivo Minář
2. Pablo Cuevas
3. Lu Yen-hsun
4. Viktor Troicki
5. Ryan Sweeting
6. Igor' Kunicyn

## Tabellone

### Legenda
| - Q = Qualificato - WC = Wild card - LL = Lucky loser | - ALT = Alternate - SE = Special Exempt - PR = Protected Ranking | - w/o = Walkover - r = Ritirato - d = Squalificato |

### Sezione 1
|  | Primo turno | Primo turno    | Primo turno    | Primo turno | Primo turno |  |  | Ultimo turno | Ultimo turno   | Ultimo turno   | Ultimo turno | Ultimo turno |  |
|  |             |                |                |             |             |  |  |              |                |                |              |              |  |
|  |             | Harel Levy     | Harel Levy     | 6           | 6           |  |  |              |                |                |              |              |  |
|  | 1           | Steve Darcis   | Steve Darcis   | 1           | 2           |  |  |              | Harel Levy     | Harel Levy     | 3            | 5            |  |
|  | 23          | Kevin Anderson | Kevin Anderson | 6           | 6           |  |  | 23           | Kevin Anderson | Kevin Anderson | 6            | 7            |  |
|  |             | Kevin Kim      | Kevin Kim      | 2           | 3           |  |  |              |                |                |              |              |  |

### Sezione 2
|  | Primo turno | Primo turno             | Primo turno             | Primo turno | Primo turno |  |  | Ultimo turno | Ultimo turno           | Ultimo turno           | Ultimo turno | Ultimo turno |  |
|  |             |                         |                         |             |             |  |  |              |                        |                        |              |              |  |
|  | 2           | Guillermo García López  | Guillermo García López  | 6           | 6           |  |  |              |                        |                        |              |              |  |
|  |             | Konstantinos Economidis | Konstantinos Economidis | 1           | 1           |  |  | 2            | Guillermo García López | Guillermo García López | 4            | 2            |  |
|  | 15          | Benjamin Becker         | 4                       | 6           | 7           |  |  | 15           | Benjamin Becker        | Benjamin Becker        | 6            | 6            |  |
|  |             | Peter Wessels           | 6                       | 3           | 5           |  |  |              |                        |                        |              |              |  |

### Sezione 3
|  | Primo turno | Primo turno          | Primo turno          | Primo turno | Primo turno |  |  | Ultimo turno | Ultimo turno   | Ultimo turno   | Ultimo turno | Ultimo turno |  |
|  |             |                      |                      |             |             |  |  |              |                |                |              |              |  |
|  | 3           | Chris Guccione       | Chris Guccione       | 7           | 6           |  |  |              |                |                |              |              |  |
|  |             | Gastão Elias         | Gastão Elias         | 63          | 1           |  |  | 3            | Chris Guccione | Chris Guccione | 64           | 2            |  |
|  |             | Sam Warburg          | Sam Warburg          | 7           | 6           |  |  |              | Sam Warburg    | Sam Warburg    | 7            | 6            |  |
|  | 13          | Juan-Pablo Brzezicki | Juan-Pablo Brzezicki | 6(1)        | 3           |  |  |              |                |                |              |              |  |

### Sezione 4
|  | Primo turno | Primo turno      | Primo turno      | Primo turno | Primo turno |  |  | Ultimo turno | Ultimo turno     | Ultimo turno     | Ultimo turno | Ultimo turno |  |
|  |             |                  |                  |             |             |  |  |              |                  |                  |              |              |  |
|  |             | Santiago Giraldo | Santiago Giraldo | 7           | 6           |  |  |              |                  |                  |              |              |  |
|  | 4           | Miša Zverev      | Miša Zverev      | 5           | 3           |  |  |              | Santiago Giraldo | Santiago Giraldo | 6            | 7            |  |
|  | 24          | Wayne Odesnik    | Wayne Odesnik    | 6           | 6           |  |  | 24           | Wayne Odesnik    | Wayne Odesnik    | 4            | 5            |  |
|  |             | Lukáš Lacko      | Lukáš Lacko      | 3           | 1           |  |  |              |                  |                  |              |              |  |

### Sezione 5
|  | Primo turno | Primo turno  | Primo turno  | Primo turno | Primo turno |  |  | Ultimo turno | Ultimo turno | Ultimo turno | Ultimo turno | Ultimo turno |  |
|  |             |              |              |             |             |  |  |              |              |              |              |              |  |
|  | 5           | Robin Haase  | Robin Haase  | 6           | 6           |  |  |              |              |              |              |              |  |
|  |             | Rik De Voest | Rik De Voest | 4           | 0           |  |  | 5            | Robin Haase  | Robin Haase  | 6            | 6            |  |
|  |             | Dušan Vemić  | 6            | 6           | 6           |  |  |              | Dušan Vemić  | Dušan Vemić  | 4            | 3            |  |
|  | 16          | Amer Delić   | 7            | 3           | 4           |  |  |              |              |              |              |              |  |

### Sezione 6
|  | Primo turno | Primo turno    | Primo turno    | Primo turno | Primo turno |  |  | Ultimo turno | Ultimo turno   | Ultimo turno   | Ultimo turno | Ultimo turno |  |
|  |             |                |                |             |             |  |  |              |                |                |              |              |  |
|  | 6           | Donald Young   | Donald Young   | 6           | 0           |  |  |              |                |                |              |              |  |
|  |             | Wesley Moodie  | Wesley Moodie  | 1           | 0r          |  |  | 6            | Donald Young   | Donald Young   | 3            | 5            |  |
|  | 14          | Bobby Reynolds | Bobby Reynolds | 6           | 6           |  |  | 14           | Bobby Reynolds | Bobby Reynolds | 6            | 7            |  |
|  |             | Philip Bester  | Philip Bester  | 3           | 1           |  |  |              |                |                |              |              |  |

### Sezione 7
|  | Primo turno | Primo turno       | Primo turno       | Primo turno | Primo turno |  |  | Ultimo turno | Ultimo turno    | Ultimo turno    | Ultimo turno | Ultimo turno |  |
|  |             |                   |                   |             |             |  |  |              |                 |                 |              |              |  |
|  | 7           | Ivo Minář         | Ivo Minář         | 6           | 6           |  |  |              |                 |                 |              |              |  |
|  |             | Ričardas Berankis | Ričardas Berankis | 2           | 4           |  |  | 7            | Ivo Minář       | Ivo Minář       | 6            | 6            |  |
|  | 20          | Paul Capdeville   | Paul Capdeville   | 6           | 7           |  |  | 20           | Paul Capdeville | Paul Capdeville | 3            | 4            |  |
|  |             | Ryan Harrison     | Ryan Harrison     | 4           | 5           |  |  |              |                 |                 |              |              |  |

### Sezione 8
|  | Primo turno | Primo turno        | Primo turno       | Primo turno | Primo turno |  |  | Ultimo turno | Ultimo turno | Ultimo turno | Ultimo turno | Ultimo turno |  |
|  |             |                    |                   |             |             |  |  |              |              |              |              |              |  |
|  | 8           | Pablo Cuevas       | Pablo Cuevas      | 6           | 7           |  |  |              |              |              |              |              |  |
|  |             | Jesse Huta Galung  | Jesse Huta Galung | 4           | 64          |  |  | 8            | Pablo Cuevas | Pablo Cuevas | 6            | 6            |  |
|  |             | Alun Jones         | 7                 | 3           | 6           |  |  |              | Alun Jones   | Alun Jones   | 4            | 4            |  |
|  | 17          | Tejmuraz Gabašvili | 5                 | 6           | 2           |  |  |              |              |              |              |              |  |

### Sezione 9
|  | Primo turno | Primo turno      | Primo turno   | Primo turno | Primo turno |  |  | Ultimo turno | Ultimo turno | Ultimo turno | Ultimo turno | Ultimo turno |  |
|  |             |                  |               |             |             |  |  |              |              |              |              |              |  |
|  |             | Lukáš Dlouhý     | 7             | 5           | 6           |  |  |              |              |              |              |              |  |
|  | 9           | Nicolás Lapentti | 5             | 7           | 4           |  |  |              | Lukáš Dlouhý | 7            | 63           | 3            |  |
|  | 19          | Lu Yen-hsun      | Lu Yen-hsun   | 6           | 6           |  |  | 19           | Lu Yen-hsun  | 62           | 7            | 6            |  |
|  |             | Gilles Müller    | Gilles Müller | 3           | 4           |  |  |              |              |              |              |              |  |

### Sezione 10
|  | Primo turno    | Primo turno     | Primo turno    | Primo turno | Primo turno |  |  | Ultimo turno | Ultimo turno   | Ultimo turno | Ultimo turno | Ultimo turno |  |
|  |                |                 |                |             |             |  |  |              |                |              |              |              |  |
|  | Stéphane Bohli | Stéphane Bohli  | Stéphane Bohli | 6           | 6           |  |  |              |                |              |              |              |  |
|  | Maks Mirny     | Maks Mirny      | Maks Mirny     | 4           | 2           |  |  |              | Stéphane Bohli | 6            | 63           | 4            |  |
|  | 18             | Viktor Troicki  | 6              | 3           | 6           |  |  | 18           | Viktor Troicki | 3            | 7            | 6            |  |
|  |                | Alex Bogdanović | 4              | 6           | 1           |  |  |              |                |              |              |              |  |

### Sezione 11
|  | Primo turno | Primo turno     | Primo turno | Primo turno | Primo turno |  |  | Ultimo turno    | Ultimo turno    | Ultimo turno | Ultimo turno | Ultimo turno |  |
|  |             |                 |             |             |             |  |  |                 |                 |              |              |              |  |
|  |             | Diego Hartfield | 3           | 6           | 6           |  |  |                 |                 |              |              |              |  |
|  | 11          | Nicolás Massú   | 6           | 1           | 4           |  |  | Diego Hartfield | Diego Hartfield | 6            | 3            | 0            |  |
|  |             | Ryan Sweeting   | 6           | 3           | 6           |  |  | Ryan Sweeting   | Ryan Sweeting   | 3            | 6            | 6            |  |
|  | 21          | Robert Kendrick | 4           | 6           | 4           |  |  |                 |                 |              |              |              |  |

### Sezione 12
|  | Primo turno | Primo turno        | Primo turno        | Primo turno | Primo turno |  |  | Ultimo turno | Ultimo turno     | Ultimo turno     | Ultimo turno | Ultimo turno |  |
|  |             |                    |                    |             |             |  |  |              |                  |                  |              |              |  |
|  | 12          | Denis Gremelmayr   | Denis Gremelmayr   | 6           | 6           |  |  |              |                  |                  |              |              |  |
|  |             | Wang Yeu-tzuoo     | Wang Yeu-tzuoo     | 1           | 3           |  |  | 12           | Denis Gremelmayr | Denis Gremelmayr | 1            | 2            |  |
|  | 22          | Igor' Kunicyn      | Igor' Kunicyn      | 6           | 6           |  |  | 22           | Igor' Kunicyn    | Igor' Kunicyn    | 6            | 6            |  |
|  |             | Philipp Petzschner | Philipp Petzschner | 4           | 1           |  |  |              |                  |                  |              |              |  |